# Col de la Machine
Le col de la Machine est situé dans le departement français de la Drôme, entre les communes de Bouvante et de Saint-Jean-en-Royans, près de l'extrémité de la reculée karstique de Combe Laval, sur le massif du Vercors. Il relie les communes de Saint-Jean-en-Royans et de Bouvante. Son altitude est de 1 011 m.
Le nom du col provient de la machine autrefois utilisée pour descendre dans la vallée le bois exploité dans la forêt de Bouvante.